# 下川町営バス
下川町営バス（しもかわちょうえいバス）は、かつて北海道上川総合振興局管内の上川郡下川町が運営していた自治体バス（廃止代替バス）である。

## 概要
名士バスの下川町内の定期バス路線は、1957年（昭和32年）にサンル線（下川 - サンル12線）、1958年（昭和33年）にパンケ線（下川 - 上パンケ南10号、その後南12号まで延伸）が設定され、既存の一の橋線（名寄 - 下川 - 一の橋）および鉱山線（名寄 - 下川 - 新下川鉱山）とあわせ4路線に増加した。しかしながら、モータリゼーションの進行と過疎化の影響で乗客が減少し、特にサンル線とパンケ線は採算割れで維持困難となった。このことから、町は1971年（昭和46年）より名士バスに対して路線維持のため補助金を交付してきたが、赤字解消の見通しが立たなかった。このため、名士バスは1974年（昭和49年）7月31日限りでサンル線とパンケ線を廃止することとし、町がその代替バスを運行することとなった。その後、五味温泉の開業や、下川鉱山の休山、サンルダム建設予定地の住民の全戸移転、過疎化の一層の進展、バス利用形態の変化などに伴い路線が改廃されたが、2014年（平成26年）9月30日の運行をもって廃止され、翌日より下川町コミュニティバスに引き継がれた。

## 沿革
- 1974年（昭和49年）8月1日 - サンル線、南部線（旧名士バスパンケ線）の運行を開始した。
- 1974年（昭和49年）12月15日 - 南部線の経路を一部桑の沢経由に変更し、循環線とした。
- 1975年（昭和50年） - 五味温泉の開業に併せて桑の沢線を新設した。
- 1980年代 - 桑の沢線を南部線と統合し、班渓線と改称した。
- 1983年（昭和58年）4月1日 - 名士バス鉱山線の廃止に伴い、スクールバスの一般混乗による渓和線を新設した。
- 1999年（平成11年）4月1日 - サンル線の運行経路を短縮し、北町線と改称した。
- 2005年（平成17年）7月1日 - 利用者の減少により、北町線を廃止した。
- 2012年（平成24年）9月1日 - 地域性に合わせた公共交通再編により、班渓線をバスターミナル発着の五味温泉往復便とし、渓和線のスクールバス一般混乗を廃止した。なお、旧北町線沿線を含め廃止路線地区を対象として、同日より予約型乗合タクシーが導入された。
- 2014年（平成26年）10月1日 - 町営バスが廃止され、コミュニティバスに移行した[1]。

## 廃止時の路線

### 班渓線
- 下川バスターミナル - 信金前 - 桑の沢入口 - 五味温泉